# Монза (станция)
Мо́нза — железнодорожная станция ведомственной Монзенской железной дороги. Названа по реке Монзе, от которой, помимо самой станции, название перешло и на всю магистраль.

## История
Станция открылась в 1932 году вместе с первым пусковым участком Монзенской железной дороги (Вохтога — Истопная). Рядом со станцией появился посёлок Монзенского лесоучастка, который обслуживался станцией.

## Описание станции
Станция представляет собой обычный разъезд, состоящий из 2 путей. На первом пути располагается здание ДСП, выполняющее и роль вокзала). У крыльца здания ДСП расположена короткая низкая платформа (15 метров, рассчитана на остановку 1 вагона). В северо-восточной горловине станции расположен недействующий входной семафор со стороны станции Истопная. До 2006 года на станции лежал ныне разобранный третий путь, на котором отстаивалась спецтехника.

## Деятельность
Станция является разъездом, по ней производятся только пассажирские операции (продажа билетов, остановка пассажирского поезда) и скрещивание встречных грузовых поездов.

### Расписание поездов
| № поезда | Периодичность курсирования     | Маршрут               | Время |
| -------- | ------------------------------ | --------------------- | ----- |
| 102/104  | Среда, пятница, выходные       | Вохтога — Ида/Каменка | 20:22 |
| 101/103  | Понедельник, четверг, выходные | Ида/Каменка — Вохтога | 6:36  |